# Phonogramme
Un phonogramme est un caractère écrit qui, contrairement aux morphogrammes, idéogrammes et logogrammes, est la transcription arbitraire d'un son. À ne pas confondre avec le terme phonogramme utilisé dans l'industrie musicale pour désigner tout support permettant la fixation et/ou la reproduction du son(notamment les disques, cassettes et les bandes, par tous moyens inventés ou à inventer, qu'ils soient réalisés par des procédés mécaniques, magnétiques, acoustiques, numériques, optiques ou autres).
Pour revenir au domaine de la linguistique, par exemple en français, la lettre a est un phonogramme quand elle note le son [a], comme dans "papa". Mais elle ne l'est pas dans "au frais", où elle fait partie des digrammes "au" et "ai", qui sont, eux, des phonogrammes. Quant à x, il n'est pas toujours un phonogramme : dans les animaux, il ne note pas un son mais le morphème du pluriel (à l'écrit seulement).
Les liaisons peuvent phonographiser pour partie les morphogrammes : on entend par exemple le x ([z]) dans les animaux et les hommes, /lɛzanimozelɛzɔm/.

## Arbitraire de la relation son/signe écrit
Les idéogrammes contiennent dans leur forme une partie du sens du mot qu'ils servent à transcrire. Bien qu'arbitraire, le signe est construit en lui-même selon le sens. Le phonogramme, lui, n'a pas un tel rapport au sens : il sert à transcrire un son quel que soit le sens auquel renverra ce son. Ainsi, en français, le phonogramme a peut avoir divers sens : c'est le verbe avoir (il a), mais c'est aussi la marque du futur dans il mangera.